# Chrysiptera hemicyanea
Chrysiptera hemicyanea är en fiskart som först beskrevs av Weber, 1913.  Chrysiptera hemicyanea ingår i släktet Chrysiptera och familjen Pomacentridae. Inga underarter finns listade i Catalogue of Life.